# Brigitte Schwarz (Politikerin)
Brigitte Schwarz (* 5. Juni 1960 in Kapfenberg) ist eine österreichische Politikerin (SPÖ). Sie war von 2005 bis 2012 Bürgermeisterin der obersteirischen Stadt Kapfenberg.

## Leben
Brigitte Schwarz machte ihre Matura an der Handelsakademie in Bruck an der Mur. Sie studierte Germanistik und Geschichte auf Lehramt an der Universität Graz und war von 1987 bis 1993 Geschäftsführerin des Lernhilfevereins Kapfenberg (BKLV). Von 1993 bis 1996 war sie Referentin und Koordinatorin an einem Berufsförderungsinstitut. Zehn Jahre nach ihrem Studium wurde sie Lehrerin am BORG Eisenerz und wechselte 2002 zur UNESCO-Projektschule BG/BRG Neu in Leoben. Dort arbeitete sie bis zur Ernennung zur Bürgermeisterin am 12. Dezember 2005.

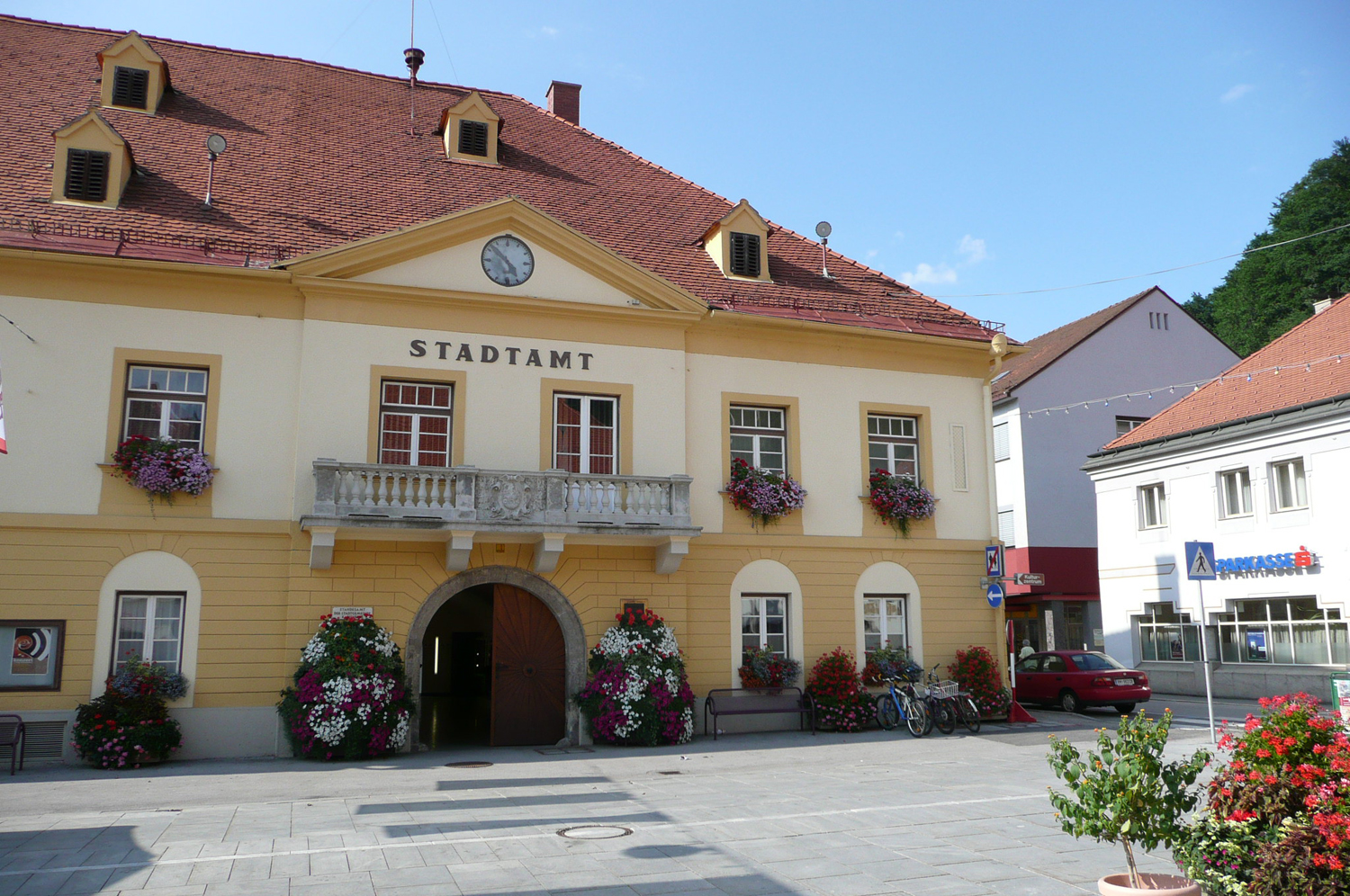
Kapfenberger Rathaus, 2007

Sie ist Ehrenmitglied der Bergrettung Kapfenberg.

## Politischer Werdegang
In der Sozialistischen Jugend Österreichs (SJÖ) war sie im Landes- und Bundesvorstand. Sie ist Ehrenmitglied der SJÖ. Seit 1990 ist sie Mitglied des Gemeinderates von Kapfenberg, in dem sie Umweltreferentin und ab 2000 Kulturstadträtin war. Ab März 2005 war sie erste Vizebürgermeisterin. Nachdem der Kapfenberger Bürgermeister seit Dezember 1999 Manfred Wegscheider (SPÖ) zum 25. Oktober 2005 zum Landesrat für Sport, Umwelt und erneuerbare Energien in die Landesregierung Voves I der Steiermark berufen wurde, trat Brigitte Schwarz als Nachfolgerin das Amt an. Die Wahl im Gemeinderat erfolgte ohne Gegenstimme.
Bei der Gemeinderatswahl 2010 verlor die SPÖ mit ihr als Spitzenkandidatin 20 % der Stimmen, konnte jedoch die absolute Stimmen- und Mandatsmehrheit halten. Schwarz blieb im Amt.
Am 30. November 2012 erklärte Schwarz ihren Rücktritt als Bürgermeisterin zum 5. Dezember 2012. Mit ihr kündigten drei weitere Stadtregierungsmitglieder an, ihre Funktionen zurücklegen zu wollen. Vorausgegangen waren Auseinandersetzungen um die Rückkehr ihres Vorgängers als Bürgermeister Manfred Wegscheider in die Kapfenberger Lokalpolitik. Dieser wurde am 13. Dezember zu ihrem Nachfolger gewählt.